# Lithtech
Il Lithtech è un motore grafico tridimensionale per videogiochi (in particolare sparatutto in prima persona) sviluppato inizialmente da Monolith Productions in collaborazione con Microsoft. In seguito Monolith ha creato un'azienda denominata LithTech Inc. (ora Touchdown Entertainment) per lo sviluppo di questa tecnologia. Il motore grafico è stato utilizzato in diversi titoli, sia sviluppati dalla stessa Monolith che da altre software house.

## Sviluppo
La prima versione, denominata Lithtech 1.0, sebbene lodata per la semplicità d'uso e la flessibilità, era tecnologicamente inferiore rispetto ai diretti concorrenti Unreal Engine e l'id Tech 2 che muoveva Quake II. In seguito Monolith creò il Lithtech 2.0, aggiornato fino alla versione 2.4; dalla versione 2.2 sviluppò, in collaborazione con RealNetworks, RealArcade Lithtech, che includeva il supporto di pubblicità in-game. Lithtech Talon è un'ulteriore evoluzione della versione 2.0, e veniva considerato come alternativa economica a motori più blasonati, tanto che è stato utilizzato da molte compagnie specializzate in titoli economici. Lithtech Jupiter e Lithtech Discovery sono due versioni derivate dallo sviluppo della versione 3.0; in particolare il secondo era espressamente votato ai MMORPG.
L'ultima incarnazione, Jupiter Extended (EX), uscita nel 2005 è la versione più avanzata e si pone alla pari con i diretti concorrenti.
A partire dal 2017, Monolith ha iniziato ad adottare la nuova incarnazione del motore grafico Firebird, la quale consente migliori combattimenti su larga scala per il gioco La Terra di Mezzo: L'ombra della guerra.

## Versioni
Lista parziale dei titoli che utilizzano le differenti versioni del motore grafico.

### Lithtech 1.0
- 1998 - Shogo: Mobile Armor Division
- 1998 - Blood II: The Chosen

### Lithtech 2.0/2.2 Talon
- 2000 - The Operative: No One Lives Forever
- 2000 - Sanity: Aiken's Artifact
- 2000 - KISS: Psycho Circus - The Nightmare Child (Third Law Interactive)
- 2001 - Legends of Might and Magic
- 2002 - Die Hard: Nakatomi Plaza

### RealArcade Lithtech/Lithtech ESD
- 2001 - Tex Atomic's Big Bot Battles
- 2001 - Super Bubble Pop (Zombie Studios)

### Lithtech 2.4
- 2001 - MTH Railking Model Railroad Simulator (Incagold)
- 2002 - Global Operations (Barking Dog Studios, ora Rockstar Vancouver)

### Lithtech Talon
- 2001 - Aliens versus Predator 2
- 2002 - Might and Magic IX (New World Computing)
- 2002 - Western Outlaw: Wanted Dead or Alive (Jarhead Games)
- 2003 - Nina Agent Chronicles (City Interactive)
- 2003 - CTU Marine Sharpshooter (Jarhead Games)
- 2004 - Marine Sharpshooter II (Jarhead Games)

### Lithtech Jupiter
- 2002 - No One Lives Forever 2: A Spy In H.A.R.M.'s Way
- 2002 - Rubies of Eventide (Cyberwar)
- 2002 - Sniper: Path of Vengeance (Xicat Interactive)
- 2003 - Contract J.A.C.K.
- 2003 - Gods and Generals (Anivision)
- 2003 - Mysterious Journey II: Chameleon (Detalion)
- 2003 - Tron 2.0 (versione denominata Lithtech Triton)
- 2004 - Mob Enforcer (Valusoft)
- 2004 - Sentinel: Descendants in Time (Detalion)
- 2005 - World War II: Sniper - Call to Victory  (Jarhead Games)
- 2005 - Army Rangers: Mogadishu (Jarhead Games)
- 2005 - Sudden Attack (GameHi)
- 2006 - Face of Mankind (Duplex Systems)
- 2006 - Terrawars: New York Invasion (Ladyluck Digital Media)
- 2008 - Combat Arms (Doobic Studios)

### Lithtech Discovery
- 2005 - The Matrix Online

### Jupiter Extended (EX)
- 2005 - F.E.A.R.
  - 2006 - F.E.A.R. Extraction Point
  - 2007 -F.E.A.R. Perseus Mandate
- 2005 - Condemned: Criminal Origins
- 2008 - Condemned 2: Bloodshot
- 2008 - Terrorist Takedown 2: US Navy SEALs (City Interactive)
- 2008 - Mortyr: Operation Thunderstorm (City Interactive)
- 2008 - Code Of Honor 2: Conspiracy Island (City Interactive)
- 2008 - SAS: Secure Tomorrow (City Interactive)
- 2008 - Royal Marines: Commando (City Interactive)
- 2009 - F.E.A.R. 2: Project Origin
- 2009 - Armed Forces Corp. (City Interactive)
- 2009 - Battlestrike: Shadow of Stalingrad aka. Battlestrike: Force of Resistance 2 (City Interactive)
- 2009 - Code of Honor 3: Desperate Measures (City Interactive)
- 2010 - Combat Zone: Special Forces (City Interactive)
- 2011 - Wolfschanze 2 (City Interactive)
- 2012 - Gotham City Impostors
- 2014 - F.E.A.R. Online (Aeria Games)

### Firebird
- 2017 - La Terra di Mezzo: L'ombra della guerra

### Altre versioni
- 2001 - Elite Forces: WWII Normandy (Third Law Interactive)
- 2000 - Vietnam: Black Ops (Fused Software)
- 2001 - WWII: Iwo Jima (Third Law Interactive)
- 2001 - Vietnam 2: Special Assignment (Single Cell Software)
- 2001 - Crisis Team: Ambulance Driver (Antidote Entertainment)
- 2001 - Alcatraz: Prison Escape (Zombie
- 2002 - Elite Forces: Navy SEALs (Jarhead Games)
- 2003 - Navy SEALs: Weapons of Mass Destruction (Jarhead Games)
- 2003 - Arthur's Quest: Battle for the Kingdom (3LV Games)
- 2007 - Wolfteam (Softnyx)
- 2014 - La Terra di Mezzo: L'ombra di Mordor